# Олекшиці (Логойський район)
Олекшиці (біл. вёска Алекшыцы) — село в складі Логойського району Мінської області, Білорусь. Село підпорядковане Білоруцькій сільській раді, розташоване в північній частині області.